# Rare Breeds Survival Trust

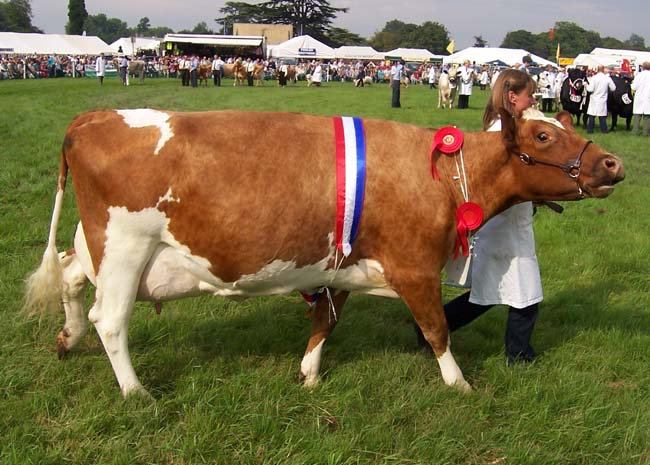
Ayrshire-Kuh. Ayrshire ist eine der Rinderrassen, die auf der Beobachtungsliste des RBST steht.

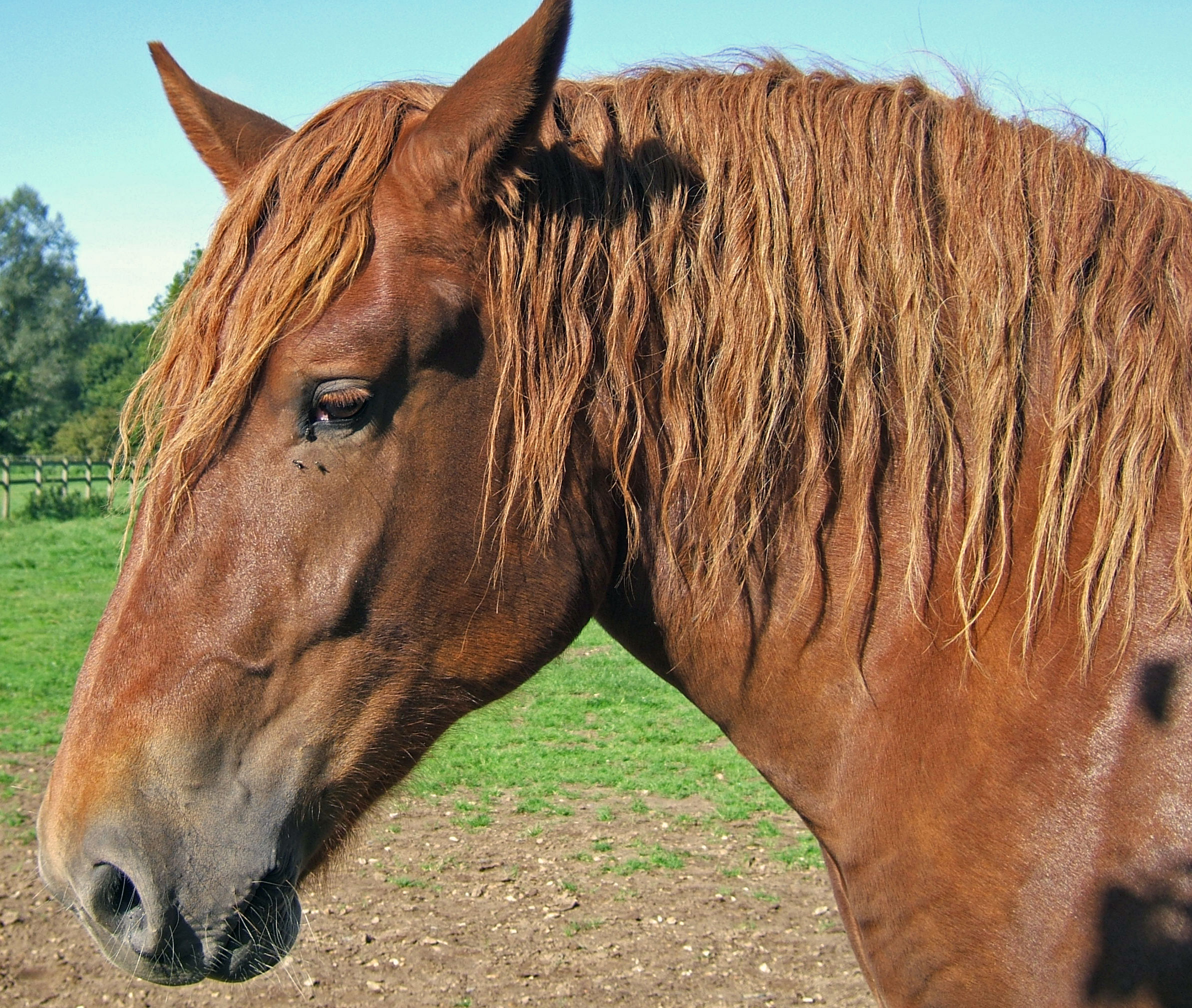
Die alte Pferderasse Suffolk Punch wird vom RBST als unmittelbar bedroht eingestuft.

Der Rare Breeds Survival Trust (RBST) ist eine britische Organisation, die sich die Erhaltung alter britischer Haustierrassen zum Ziel gesetzt hat. Seit seiner Gründung im Jahre 1973 ist keine britische Haustierrasse ausgestorben.
Auf der Beobachtungsliste des RBST werden Rinder-, Schaf-, Schwein, Pferde-, Ziegen- und Geflügelrassen geführt, die zu den alten britischen Rassen zählen. Sie werden in unterschiedliche Kategorien der Gefährdung eingestuft. Der Trust führt außerdem eine Liste von Höfen, die alte Tierrassen halten und die für Besucher geöffnet sind.
Zu den Projekten gehört auch das Sammeln von genetischem Material in einer Rassen-Genbank. Dieses Projekt erregte in Großbritannien große Aufmerksamkeit, als es 2001 zu einem sehr schweren Ausbruch von Maul- und Klauenseuche in Großbritannien kam und im Rahmen dessen mehr als vier Millionen Stück Vieh gekeult wurden, darunter auch Viehbestände mit sehr seltenen Tierrassen.
RBST unterstützt auch die Fleischvermarktung von seltenen Rassen durch die Traditional Breeds Meat Marketing Company, die 2003 gegründet wurde. Das Schaffen von Absatzmärkten und Kundeninteresse ist eine bewährte Methode, um die Haltung alter Tierrassen für Landwirte wieder attraktiv zu machen.
Organisationen, die im deutschsprachigen Raum ähnliche Aufgaben wahrnehmen, sind die deutsche Gesellschaft zur Erhaltung alter und gefährdeter Haustierrassen, die österreichische Arche Austria und in der Schweiz ProSpecieRara.

## Einzelbelege
1. ↑  Beobachtungsliste des Rare Breeds Survival Trust (Memento des Originals vom 24. März 2009 im Internet Archive)  Info: Der Archivlink wurde automatisch eingesetzt und noch nicht geprüft. Bitte prüfe Original- und Archivlink gemäß Anleitung und entferne dann diesen Hinweis.. Abgerufen am 7. Juni 2015.
2. ↑  Rare Breeds Survival Trust approved farm parks (Memento des Originals vom 24. Juni 2008 im Internet Archive)  Info: Der Archivlink wurde automatisch eingesetzt und noch nicht geprüft. Bitte prüfe Original- und Archivlink gemäß Anleitung und entferne dann diesen Hinweis.. Abgerufen am 7. Juni 2015.
3. ↑  Prince's gift to rare breeds project. Abgerufen am 7. Juni 2015.